# 香川県道43号中徳三谷高松線
香川県道43号中徳三谷高松線（かがわけんどう43ごう ちゅうとくみたにたかまつせん）は、香川県高松市を通る県道（主要地方道）である。

## 概要
香川県高松市塩江町安原下から高松市三谷地区を経由して高松市中心部に至る南北方向の路線である。道路体系においては国道193号と完全に並行している。
起点は安原地区中心部、高松市塩江支所（旧塩江町役場）南東にある信号機の無い国道193号交点である。丁字路として国道193号から分岐した後、香東川を渡るとすぐに山岳地帯に突入する。そこからの約6.2 km区間は、等高線や谷などの地形に沿ったカーブや勾配の多い1車線区間であり、場所によっては自動車同士の対向も不可能な区間が連続する。この山岳道路の区間ではいくつか小規模集落を経由し、東谷地区では香川県道165号東谷岩崎線が分岐している。その後、仏坂峠を越えると藤尾八幡神社への参道が分岐するが、この分岐点から当県道の高松方向は同方向から神社へのアクセスルートも兼ねているため、山岳区間が終了する部分には鳥居があり当県道はその下をくぐる。
鳥居を抜けると山岳区間は終了し、2車線区間となる。そこからはカーブも緩やかになり、丘陵地帯のなだらかなアップダウンを伴って北上する。西植田地区中心部を抜けて三谷地区に入ると、三谷町中央交差点で香川県道12号三木国分寺線と交差する。
三谷町中央交差点からそのまま4車線となって直進し、香川インテリジェントパークや高松自動車道高松中央ICを経由し、木太町の詰田川西交差点で国道11号高松北バイパスと交差することによって終点となる。
別線はかつての本線である。三谷町中央交差点 - 出作東交差点は香川県道12号三木国分寺線と重複し、そこから北上していたが、区画整理によって分断されることとなり、香川県道147号太田上町志度線と交差する下多肥交差点から伏石町の別線起点までは県道指定が取り消され、県道147号の同交差点 - 林交差点（後に青塚交差点）間が県道43号に編入されたが、現在は県道43号の指定を取り消されている。
現本線のサンメッセ香川前交差点 - 宗高交差点間と現高松市道木太林線（旧空港通り）、旧道の札場交差点 - 花園南交差点・花園西交差点 - 中新町交差点間は元々香川県道15号高松空港線で、1989年に高松空港の移転により県道15号が廃止されたのに伴って県道43号に編入された。現本線の宗高交差点 - 札場東交差点間・洲端東交差点 - 詰田川西交差点間は元々高松市が高松市道福岡林線として建設したもので、2001年に佐古東交差点 - 木太南小学校北交差点間が、2008年に宗高交差点 - 佐古東交差点・木太南小学校北交差点 - 札場東交差点間が、2014年には洲端東交差点 - 詰田川西交差点間も県道43号に編入され、旧空港通りは県道指定が取り消された。
札場東交差点 - 洲端東交差点間はジャンボフェリー乗り場から高松中央ICまで一直線で結ばれるため、迂回を強いられていた運送業者からは早期完成がのぞまれていた。香川県道155号牟礼中新線の洲端東交差点 - 多賀橋南交差点の4車線化とともに2011年2月2日に開通した。

### 路線データ
- 本線
  - 起点：香川県高松市塩江町安原下（中徳・国道193号交点）
  - 終点：香川県高松市木太町（詰田川西交差点・国道11号高松北バイパス交点）
- 旧道
  - 起点：香川県高松市木太町（札場東交差点）
  - 終点：香川県高松市中新町（中新町交差点・中央通り交点）
  - 通行規制（一方通行）
    - 花園南交差点（高松市道朝日町仏生山線交点）- 花園西交差点（香川県道155号牟礼中新線交点）：終日、二輪車を含む。なお、花園西交差点は左折以外禁止。
- 別線
  - 起点：香川県高松市伏石町（市道太田第2区画117号線交点）
  - 終点：香川県高松市上福岡町（御坊川橋東交差点・県道43号中徳三谷高松線旧道交点）
  - 通行規制（一方通行）
    - 起点 - 伏石町・今里町境界付近：朝7時30分 - 8時30分、二輪車は除く
    - 伏石町・今里町境界付近 - 今里町一丁目（市道朝日町仏生山線交点）：終日、二輪車は除く
    - 今里北交差点（県道163号交点） - 楠上橋東交差点（市道栗林上福岡線交点）：終日、二輪車を含む
- 陸上距離：29.049 km

## 歴史
- 1993年（平成5年）5月11日 - 建設省から、県道中徳三谷高松線が中徳三谷高松線として主要地方道に指定される[1]。

## 路線状況

### 名称・愛称
- 伏石街道（高松市：別線）
- 観光通り（高松市：香川県道155号牟礼中新線との重複区間）

### 重複区間

#### 旧道
- 香川県道155号牟礼中新線（高松市・花園西交差点 - 中新町交差点）

### 都市計画道路路線指定
- 高松市
  - 福岡三谷線：詰田川西交差点 - 三谷町中央交差点
  - 中新町詰田川線（旧道）：中新町交差点 - 花園西交差点
  - 朝日町仏生山線：（別線）今里北交差点 - 今里町一丁目

## 地理

### 通過する自治体
- 高松市

### 交差する道路

#### 本線
- 国道193号（国道377号・国道492号重複）（香川県高松市塩江町安原下、起点）
- 香川県道269号塩江香川高松自転車道線（香川県高松市・観月橋東）
- 香川県道165号東谷岩崎線（香川県高松市香川町東谷）
- 香川県道13号三木綾川線（一部香川県道156号西植田高松線重複）（香川県高松市高松市西植田町・西植田町交差点）
- 香川県道12号三木国分寺線（香川県高松市三谷町・三谷町中央交差点）
- 香川県道147号太田上町志度線バイパス（香川県高松市林町・サンメッセ香川前交差点）[2]
- 高松市道木太林線（旧空港通り）（香川県高松市・宗高交差点）[3]
- 香川県道147号太田上町志度線（香川県高松市林町・青塚交差点）
- 国道11号高松東バイパス（香川県高松市林町・佐古東交差点）
- 高松自動車道 高松中央IC（香川県高松市林町・高松中央IC前交差点）
- 高松市道木太鬼無線（香川県高松市木太町・木太町向井北交差点）
- 香川県道272号高松志度線（香川県高松市木太町・木太南小学校北交差点）
- 香川県道43号中徳三谷高松線（旧道）・香川県道10号高松長尾大内線（旧道）（香川県高松市木太町・札場東交差点）
- 香川県道155号牟礼中新線（香川県高松市木太町・洲端東交差点）
- 国道11号・高松市道福岡林線（香川県高松市木太町・詰田川西交差点、終点）

#### 旧道
- 香川県道43号中徳三谷高松線本線（香川県高松市木太町・札場東交差点）
- 高松市道上福岡多肥下町線（香川県高松市・南上福岡町交差点）
- 香川県道43号中徳三谷高松線別線（香川県高松市上福岡町・御坊川橋東交差点）
- 高松市道朝日町仏生山線（香川県高松市・花園南交差点）
- 香川県道155号牟礼中新線（香川県高松市花園町・花園西交差点）
- 香川県道160号高松港栗林公園線（香川県高松市藤塚町・塩上交差点）
- 国道11号（一部国道30号・国道32号・国道193号・国道436号・国道492号重複）・香川県道33号高松善通寺線（香川県高松市中央町、中新町交差点）【北緯34度20分14.2秒 東経134度2分49.3秒 / 北緯34.337278度 東経134.047028度】

#### 別線
- 香川県道272号高松志度線（香川県高松市・今里西交差点）
- 高松市道朝日町仏生山線（香川県高松市）
- 香川県道163号栗林停車場今里線・高松市道朝日町仏生山線（香川県高松市今里町・今里北交差点）
- 香川県道43号中徳三谷高松線旧道（香川県高松市上福岡町・御坊川橋東交差点）